# Apogon holotaenia
 Apogon holotaenia és una espècie de peix de la família dels apogònids i de l'ordre dels perciformes.

## Morfologia
Els mascles poden assolir els 8 cm de longitud total.

## Distribució geogràfica
Es troba a l'oest de l'oceà Índic: Moçambic, Seychelles, Reunió, Oman i l'Índia. També a Malàisia.